# Komorová tachykardie
Komorová tachykardie je porucha srdečního rytmu, při které dochází k rychlým stahům srdečních komor. Je definovaná podle elektrokardiografického záznamu jako rychlý sled čtyř a více komorových extrasystol po sobě.
Komorové tachykardie jsou méně časté ale obecně závažnější než supraventrikulární tachykardie. Často přechází do fibrilace komor a jsou nejčastější příčinou náhlé srdeční smrti.

## Příčiny
Krátké běhy komorové tachykardie se mohou vzácněji vyskytnout i u zdravého jedince (idiopatická komorová tachykardie). Při jejich náhodném záchytu je ale nutné vyšetření k odhalení případného jiného, základního srdečního onemocnění. Závažnější prognózu mají právě u lidí s poškozeným srdcem. Mohou se vyskytnout v časné (do 48 hodin) i pozdní fází infarktu myokardu, doprovází zánětlivá onemocnění srdce, zejména revmatického původu, kardiomyopatie (dilatační, hypertrofickou či arytmogenní dysplázii pravé komory), pokročilé formy ischemické choroby srdeční, předávkování některými léky (digitalis, chinidin, procainamid) či odchylky v koncentraci krevních minerálů (nedostatek draslíku či hořčíku). Jejich příčinou také mohou být některé vrozené nemoci vedoucí k prodloužení QT intervalu na EKG (syndromy prodlouženého QT).

## Diagnostika

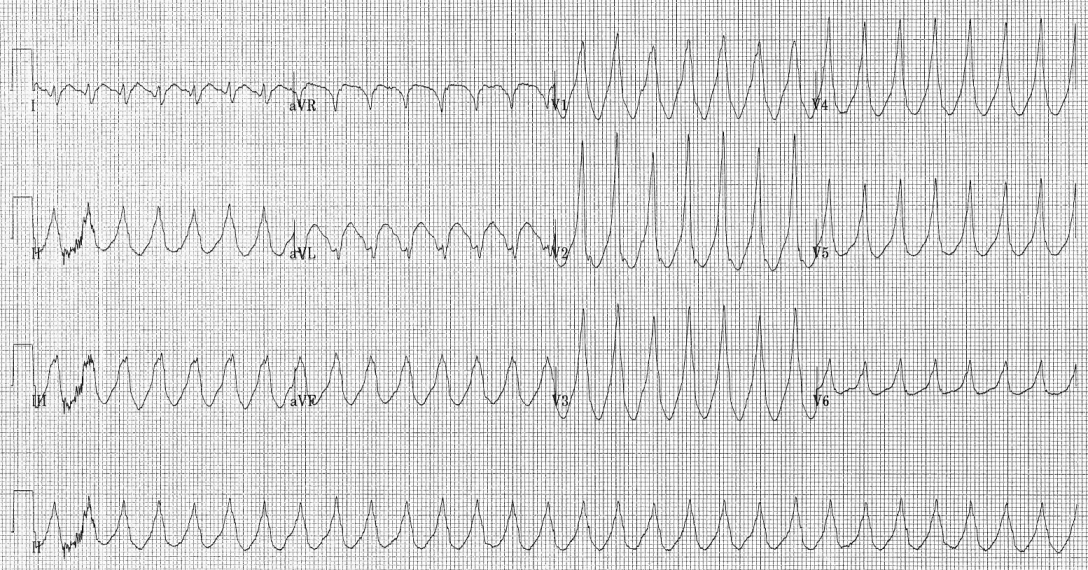
EKG u komorové tachykardie

Jako i u ostatních arytmií je základem rozpoznání elektrokardiografický záznam (EKG). Na něm chybí normální komplexy QRS i vlny P, které odpovídají normální aktivitě komor resp. síní, a jsou nahrazeny širokými vlnami (nad 0,12 s), které se s vysokou frekvencí opakují. Tvarem často připomínají EKG u raménkové blokády. Proto se také někdy velmi obtížně odlišují od supraventrikulární tachykardie s doprovodnou raménkovou blokádou. Rozlišit je možno například záznamem EKG z jícnu, kde lze lépe detekovat činnost předsíní (u komorové tachykardie síně pracují nezávisle na rychle běžících komorách, ale jejich aktivita - tedy vlna P je na externě snímaném EKG obvykle překryta) nebo masáží karotického sinu - tedy dráždění bloudivého nervu, na kterou reagují supraventrikulární tachykardie, ale ne komorové. Komorová tachykardie je však natolik akutní situace, že nejasné případy je nutno považovat za komorovou tachykardii a podle toho ji léčit. 
Součástí základního vyšetření je stanovení hladin krevních iontů a echokardiografie k posouzení základního vyvolávajícího onemocnění srdce.
K bližšímu došetření pak provádí složitější elektrofyziologické vyšetření srdce se záznamy získávanými zevnitř srdečních dutin.

## Dělení
Podle tvaru na EKG

Torsade de points ukončena kardioverzí

- monomorfní komorová tachykardie - vlny na EKG mají stále stejný tvar
- polymorfní komorová tachykardie - tvar vln na EKG se mění. Příkladem této tachykardie je tzv. Torsade de pointes s periodicky narůstající a klesající amplitudou vln.

Podle doby trvání
- nesetrvalá komorová tachykardie - končí samovolně do 30 sekund
- setrvalá komorová tachykardie

Podle závažnosti
- benigní - málo závažné - nesetrvalá tachykardie u jedinců bez strukturálního onemocnění srdce
- potenciálně závažná - nesetrvalá tachykardie v případě strukturálního onemocnění srdce či velmi četné polymorfní komorové extrasystoly
- závažné - všechny setrvalé komorové tachykardie

Zvláštními typy jsou vedle Torsade de pointes také bidirektionální komorová tachykardie (střídání dvou typů vln často u digitalisové intoxikace) či repetitivní monomorfní nesetrvalá tachykardie (opakované krátké běhy monomorfní tachykardie střídající se s normálním sinusovým rytmem někdy zaznamenané u jinak zdravých jedinců).

## Projevy a komplikace
Krátké běhy komorové tachykardie nemusí pacient vnímat vůbec nebo pociťuje bušení srdce či různě vnímanou slabost, nejistotu v prostoru a podobně. Lidé s jinak zdravým srdcem tuto situaci tolerují podstatně lépe než jedinci s vážnějším onemocněním. U nich setrvalá arytmie vede obvykle ke známkám akutního srdečního selhání a vzhledem k neschopnosti rychle pracujícího srdce zajistit dostatečný srdeční výdej, také k poklesu krevního tlaku, ztrátě vědomí a dalšímu zhoršení okysličení srdečního svalu. S tím také souvisí největší riziko - přechod komorové tachykardie do fibrilace komor, která končí smrtí, pokud není neodkladně a správně léčena. 

## Léčba
Zahrnuje opatření k ukončení běhu tachykardie a prevenci jejího opakování. Ke zrušení běhu tachykardie se používá obvykle elektrického výboje - elektrická kardioverze energií 200 až 360 J, nebo v méně urgentních situacích lze zkusit účinek antiarytmik (například amiodaronu). Současně je třeba pátrat po vyvolávajících poruchách a tyto upravit (hladiny draslíku, hořčíku, vápníku, léčba intoxikace digitalisem, léčba akutního infarktu myokardu a podobně).
Pokud není stanovena jednoznačně odstranitelná vyvolávající příčina komorové tachykardie, přistupuje se (určitě v případě závažných tachykardií) k preventivnímu zajištění. Běžná je implantace kardioverteru-defibrilátoru (ICD), malého zařízení implantovaného do podkoží, které v případě vzniku komorové tachykardie (či fibrilace komor) vydá elektrický výboj obdobně jako běžné kardioverze.
U idiopatické komorové tachykardie i také v případě prokázaného spouštěcího strukturálního podkladu na srdci se dnes používá stále častěji katetrizační ablace po přesném elektrofyziologickém mapování.  V krajních případech u jinak neovlivnitelných stavů je indikovaná transplantace srdce.